# جهاد العامري
جهاد العامري (1977-) فنان تشكيلي فلسطيني، مواليد غور الأردن. يعمل ويقيم في العاصمة عمان. حصل على شهادة البكالوريوس في الرسم والتصوير من جامعة بغداد عام 2002، والماجستير في الفنون الجميلة من جامعة اليرموك، ودرجة الدكتوراة من جامعة غرناطة عام 2013. يعمل مدرساً ورئيساً لقسم الفنون البصرية ومنسقاً لملتقى الفنون في الجامعة الأردنية. عضواً في رابطة الفنانين التشكيليين الأردنيين، ومؤسس في مركز عرزال الثقافي.

## أسلوبه الفني
عمل جهاد في الرسم و الطباعة، وفي فن الحفر الجرافيك والحفر على الخشب، والطباعة الحجرية، والطباعة بالشاشة الحريرية. جمع بين الفنون البصرية والنصوص الشعرية، ما عكس ارتباطه النفسي بالطبيعة والقرية، وما تحمله ذاكرته من تفاصيل المكان، وظهر ذلك في أعماله خلال الفترة (2000-2006). بدأ بالبحث في الأساليب الفنية التعبيرية التجريدية بين عامي 2008 و2012 ثم بحث في أسلوب آخر يعتمد على المفاهيم والتأويلات والأماكن في ما بينها، مثلاً ربط مدينة غرناطة مع القدس، مما أضفى جمال وتاريخ على أعماله التي قدم فيها مفاهيمه المعمارية، وحول صمت الأماكن إلى حركة وجدانية صوفية في أعماله.

## معارضه
لجهاد مجموعة من المعارض الفردية والمشتركة منها:
- معرض ستارة أندلسية، جاليري أنيميا، قطر.[6]
- معرض الفن المعاصر، عام 2007 في ترينالي الحفر الدولي، القاهرة.
- معرض هذا البحر لي، عام 2015 في الأردن.
- معرض ظل مفقود، عام 2020 في جاليري دار المشرق، عمان.[7]
- معرض القدس أول العتبات، عام 2009 في جاليري دار المشرق، الاردن.

## جوائزه
حاصل على جائزة أفضل فنان عربي يجسد القدس في أعماله عام 2017، وجائزة دبي الثقافية عام 2015، وجائزة جمال بدران عن مؤسسة فلسطين الدولية عام 2014، وجائزة أفضل عمل فني من جامعة فيلادلفيا في العام 2015، والجائزة الأولى في مجال الرسم للشباب، وجائزة وزارة الثقافة الأردنية عام 2002.

## مقتنياته
له مقتنيات في دارة الفنون مؤسسة خالد شومان، دارة الفنون في الأردن، والمتحف الوطني الأردني للفنون الجميلة، ومركز النقش اوربينو في ايطاليا، ومؤسسة بروهلفتسيا في سويسرا، ومركز الفنون الثقافية في اسبانيا، ومؤسسة الفن زيرفاس، اليونان.